# Julien Kaibeck
Julien Kaibeck, né le 13 septembre 1977[réf. nécessaire], est un animateur de radio, de télévision, chroniqueur, blogueur et écrivain belge spécialisé dans les domaines du bien-être, de la santé au naturel et de la biocosmétique.
Depuis 2009, il intervient dans de nombreuses émissions radio et télévisées en France et en Belgique pour parler de sa spécialité. En 2012, il fonde Slow Cosmétique, un mouvement d'alterconsommation sur la cosmétique, et sort un livre sur le sujet qui est suivi par plusieurs autres.

## Biographie
En novembre 1995, alors qu'il vient de s'inscrire à l'université pour étudier la philologie germanique, il apprend qu'il est diabétique de type 1. Ce syndrome bouleverse sa vie : il quitte l'université, entreprend un régendat, puis étudie les sciences politiques aux Facultés universitaires catholiques de Mons dont il sort diplômé en 2000[réf. nécessaire].
Après ses études, il travaille pendant deux ans dans l'administration publique. Mais il se rend compte qu'il n'est pas à l'aise avec la politique et décide donc de suivre un ami aux États-Unis au début des années 2000. À Los Angeles (Californie), il découvre le monde de la beauté, des massages et de l'esthétique. Il se forme aux techniques de massage et de soins de la peau, et assiste un dermatologue.
En 2002, lassé de voir les patientes américaines courir après la jeunesse éternelle, il décide de revenir en Belgique. Il fait valider ses connaissances acquises aux États-Unis et devient esthéticien. Il se forme également à la bioesthétique et à l'aromathérapie. 
Fin 2003, il ouvre « Monsieur K », son propre institut de beauté pour hommes à Bruxelles. Il est consulté par les marques de cosmétiques sur le thème des soins plus naturels. Il enseigne également l'aromathérapie en France et en Belgique au sein du collège d'aromathérapie Dominique Baudoux.
Julien Kaibeck s'intéresse alors de plus en plus à la composition des produits cosmétiques et décide de se tourner définitivement vers la cosmétique bio. Il se spécialise en aromathérapie scientifique et intervient auprès de la presse. 
Depuis 2009, il rédige la page « Beauté au naturel » du magazine mensuel BIOinfo édité par le groupe français Santé Port Royal.
De 2010 à 2013, il donne des conseils dans l'hebdo belge Ciné Télé Revue. En parallèle, il devient chroniqueur radio sur Bel RTL à l'été 2011 dans Les bons conseils de Julien. Il intègre ensuite l'émission Vivre Ensemble animée par Caroline Fontenoy pour tenir la chronique bien-être. Il rédige ponctuellement des chroniques beauté pour le site français consoglobe.com.
En 2012, il dépose la marque et fonde l'association du même nom Slow Cosmétique, une association se réclamant de l'alterconsommation rassemblant des consommateurs et professionnels du secteur qui veulent promouvoir leur démarche environnementale et éthique dans la cosmétique. Le terme fait référence au mouvement Slow Food qui prône un retour à une cuisine saine et éthique. Chaque année, l'association remet des mentions aux marques les plus respectueuses de leur charte (42 en 2014), moyennant une contribution financière des marques pour l'usage commercial de la mention. La même année, il sort son premier livre Adoptez la slow cosmétique avec une préface de Jean-Pierre Coffe qui le compare à son « alter ego pour la défense de la cosmétique ».
À la télévision, il rejoint l'équipe des chroniqueurs du magazine Sans Chichis animé par Joëlle Scoriels sur la RTBF pour donner des conseils beauté et santé au naturel. Après l'arrêt de l'émission en 2013, il poursuit ses chroniques dans le programme le remplaçant, Un gars, un chef, où il propose toujours des recettes ou astuces bien-être avec des ingrédients naturels.
En 2013, il est élu membre d'honneur de l'Association Internationale Slow Cosmétique AISBL en tant que fondateur de ce mouvement écologique[réf. nécessaire].
À la rentrée 2014, il intègre le magazine de consommation La Quotidienne sur France 5 où il présente une chronique hebdomadaire sur le bien-être au naturel.

## Publications
- Adoptez la slow cosmétique  (préf. Jean-Pierre Coffe), Paris, Éditions Leduc.s, 2012, 236 p. (ISBN 978-2-84899-536-6, BNF 42766229).
- Les huiles végétales, c'est malin, Paris, Quotidien malin, 2013, 255 p. (ISBN 978-2-84899-637-0, BNF 43708895).
- SOS peau au naturel : Pour une peau saine et apaisée, Paris, Quotidien malin, 2014, 255 p. (ISBN 978-2-84899-681-3, BNF 43805707).